# Centropyge bicolor
Centropyge bicolor là một loài cá biển thuộc chi Centropyge trong họ Cá bướm gai. Loài này được mô tả lần đầu tiên vào năm 1787.

## Từ nguyên
Từ định danh của loài được ghép bởi hai từ trong tiếng Latinh: bi ("hai") và color ("màu sắc"), hàm ý đề cập đến hai màu nổi bật trên cơ thể của chúng: màu vàng tươi và xanh lam thẫm.

## Phạm vi phân bố và môi trường sống
Từ quần đảo Andaman và Nicobar, phạm vi phân bố của C. bicolor trải dài đến hầu hết vùng biển các nước Đông Nam Á, và mở rộng đến các đảo quốc, quần đảo thuộc châu Đại Dương; ngược lên phía bắc đến vùng biển Nam Nhật Bản (bao gồm cả quần đảo Ogasawara và quần đảo Ryukyu); giới hạn phía nam dọc theo bờ biển ngoài khơi bang Tây Úc và các bang ở Đông Úc.
C. bicolor sinh sống trên các rạn san hô viền bờ và trong các đầm phá, hoặc ở vùng biển có nền đáy là san hô hoặc đá vụn, độ sâu đến ít nhất là 25 m.

## Mô tả
C. bicolor có chiều dài cơ thể tối đa được biết đến là 15 cm. Đầu, thân trước và vây đuôi màu vàng tươi, với một vệt màu xanh đen trên mắt; toàn bộ thân sau là màu xanh lam thẫm.
Số gai vây lưng: 14–15; Số tia vây ở vây lưng: 15–17; Số gai vây hậu môn: 3; Số tia vây ở vây hậu môn: 17–18.

## Sinh thái học
Thức ăn của C. bicolor là tảo, động vật giáp xác và giun nhiều tơ. Cá đuôi gai Acanthurus pyroferus chưa trưởng thành được biết đến là loài bắt chước kiểu hình của một số loài thuộc chi Centropyge, bao gồm Centropyge flavissima, Centropyge vrolikii, Centropyge heraldi và C. bicolor. Kiểu hình mà A. pyroferus bắt chước C. bicolor chỉ được quan sát ở ngoài khơi bang New South Wales (Úc).
Những cá thể lai giữa C. bicolor với Centropyge heraldi đã được ghi nhận ở Philippines.

### Hậu cung
C. bicolor có thể bơi theo cặp hoặc sống đơn độc, nhưng thường là hợp thành một nhóm nhỏ, với một con cá đực trưởng thành thống trị những con cá cái trong hậu cung của nó (một nhóm có từ 3 đến 7 cá thể). Số lượng cá cái càng đông, cá đực thống trị có tần suất sinh sản cao hơn, nhưng bù lại, nó phải bảo vệ một vùng lãnh thổ rộng lớn của nó và của cả những "người vợ".
Những con cá cái ở "chốn hậu cung" cũng phân chia thứ bậc khác nhau. Những con cá cái lớn hơn có phạm vi lãnh thổ lớn hơn và có tần suất sinh sản cao hơn, nhưng không có sự ưu tiên thứ tự khi sinh sản. Những con cá cái lớn cũng tỏ ra hung hăng với những con cá cái nhỏ hơn, mục đích là để giữ vững thứ bậc của nó trong hậu cung.
Nếu cá đực thống trị biến mất, cá cái lớn nhất đàn sẽ chuyển đổi giới tính thành cá đực.

## Thương mại
C. bicolor là một loài được đánh bắt và xuất khẩu trong ngành thương mại cá cảnh.